# 河本光正
河本 光正（かわもと みつまさ、1984年11月12日 - ）は、毎日放送（MBS）所属のアナウンサーで気象予報士。JNN・JRN加盟局の優秀なアナウンサーを表彰するアノンシスト賞で、2018年度にラジオ・スポーツ実況部門の最優秀賞を受賞している。

## 来歴・人物
兵庫県神戸市の出身で、身長180cm。実家では、2020年5月31日まで実父が蕎麦屋を営んでいた。
関西学院大学総合政策学部の在学中に、フィリピンに住宅を建設するボランティア活動へ従事。大学卒業後の2007年に、毎日放送へ入社した。同期のアナウンサーに、鈴木健太（2017年7月から東京支社PR部に異動）と吉竹史（2014年3月からフリーアナウンサーに転身）がいる。趣味は、スキー・旅行・ドライブ。
入社1年目から、MBSテレビのニュース番組『VOICE』のフィールドキャスターを務めるかたわら、競馬実況を修業。2年目の秋から、MBSラジオの競馬中継で実況陣に加わった。
また、阪神・淡路大震災の発生当時に神戸市で生活していたことから、MBSラジオの防災情報番組『ネットワーク1・17』のキャスターを妹尾和夫から引き継いだ。2011年からは、先輩アナウンサー・上泉雄一の後任で、MBSラジオ代表としてAMラジオ災害問題協議会のキャンペーンに参加。『ネットワーク1・17』と同じラジオ報道部制作の報道・情報番組（『RadioNews たねまきジャーナル』など）でも、取材リポーターやニュースキャスターを務めていた。
2016年4月から2019年3月までは、競馬実況アナウンサーとして活動するかたわら、『ちちんぷいぷい』（MBSテレビ平日午後の情報番組）で週の前半に生中継リポートを随時担当していた。
なお、「新日本放送」時代の1959年3月1日からテレビ放送事業とラジオ放送事業を兼営してきた毎日放送は、2021年4月1日付でラジオ放送事業を「株式会社MBSラジオ」へ移管。毎日放送は移管を機にテレビ単営局へ移行したが、河本はアナウンス職のまま同社の総合編成局（移管を機に新設）アナウンスセンターへ在籍する一方で、株式会社MBSラジオが制作・放送する番組にも「MBSアナウンサー」として出演している。
MBSラジオでは競馬中継（『GOGO競馬サンデー!』）の実況や進行を続けていたが、毎日放送アナウンスセンター内での担務異動に伴って、2022年5月8日で競馬の担当を離脱。離脱後はテレビ・ラジオの定時ニュースを主に担当しているが、同年8月13日放送分の『かめばかむほど亀井希生です!』（MBSラジオ土曜早朝の生ワイド番組）で体調不良の亀井希生（先輩アナウンサー）に代わってパーソナリティを務めた際に、自身の結婚を初めて公表した。
その一方で、毎日放送への入社後に異常気象や自然災害の発生現場をたびたび取材していることなどを背景に、アナウンス業務と並行しながら気象予報士試験に挑戦。その結果、2024年1月の第61回（令和5年度第2回）試験で「合格率6.1%」という難関を突破できたことによって、気象予報士資格の取得に至った。毎日放送のアナウンサーが在職中に気象予報士を取得した事例は中村香奈（アナウンス室からの異動を経て2005年に退社）以来2人目だが、男性では河本が初めてである。

## 現在の担当番組
- MBSニュース（テレビ・ラジオとも）

毎日放送が在阪局でいち早く国際連合の「SDGメディア・コンパクト」へ参加していることを背景に、テレビ・ラジオ兼営局時代の2020年10月からは、国際連合が定める「SDGs17の目標」を啓発するアナウンサー企画にも参加している。
「SDGsのススメ」では、16番目の目標（「平和と公正をすべての人に」）関連の取材を予定していた（実際には取材の機会がないまま放送を終了）。『ちちんぷいぷい』の終了後は、後継番組の『よんチャンTV』内で5秒間放送される「みんなでやろう!SDGs」で、16番目の目標達成に向けた標語紹介のVTRに登場。
競馬中継の担当を2022年5月で離脱したことを機に、同年7月から宿直勤務を月曜深夜～火曜早朝分で定期的に再開。日曜日の午後～夕方帯にテレビ・ラジオの定時ニュースを担当する機会も多く、離脱前まで実況や司会に携わっていた『GOGO競馬サンデー!』内でニュースを伝えることもある。

### テレビ
- よんチャンTV（報道系企画のナレーターを主に担当）
  - 「特命調査班　スクープ」（火曜日）と「憤マン!」（木曜日）を担当。2022年には、7月から9月まで、金曜日の16時台に報道系の中継やロケでリポーターを務めていた。
  - 2022年9月までは、当時ニュースキャスターを務めていた大吉洋平（後輩アナウンサーで自身と同じ神戸市の出身）がスタジオへ出演できない場合に、番組内のストレートニュース（2022年度は「5時ニュース」）を顔出しで担当していた。
  - 大吉のレギュラー出演終了とニュースキャスター職の廃止が重なった2022年10月からは、毎週金→月曜日に「5時ニュース」へ出演するほか、「6時ニュース」（18時台のストレートニュース）のナレーターを兼務。2023年の4月改編以降は、いわゆる「顔出し」の機会が不定期での生中継・ロケ取材（台風・豪雨関連のリポートなど）に事実上限られているものの、「5時ニュース」「6時ニュース」「憤マン!」「特命調査班　スクープ」ではナレーションを続けている。

### ラジオ
- コトノハ（不定期で出演）
  - 「コトノハ」（言葉）にこだわった毎日放送アナウンサー室制作の事前収録番組で、2021年10月4日から毎週月曜日（2023年9月25日までは21:45 - 22:00 → 同年10月2日以降は21:30 - 21:45）に放送。西村麻子とのコンビで出演した2024年5月20日放送分では、気象予報士を志すようになったきっかけ、気象予報士試験に合格するまでの経緯、「気象予報士」としての梅雨の見通しを明かしていた[4]。以降の出演回では、他の担当番組と違って、「気象予報士（の資格を持つ）アナウンサー」としての気象解説を任されている。

## 過去の担当番組

### テレビ
- ちちんぷいぷい（不定期）
  - 入社初年度の2008年1月24日（火曜日）放送分に、ロケ企画のリポーターとして初出演。以降は、「石田ジャーナル」（石田英司が進行役を務めていた報道系のVTR取材コーナー）のナレーターを不定期で担当していた。
  - 2016年4月から2019年3月までは、月・火曜日で、中継やロケ取材のリポーターをレギュラーで務めていた。2019年4月以降も、月曜日が祝日と重なる場合のヘリコプター中継のリポートなどを随時担当。
- VOICE（木曜・金曜ニュースリーダー、2014年4月8日～2019年3月）※2007年10月から2009年3月25日までは、水曜日のフィールドキャスターを務めていた。2014年度から、金曜日のニュースリーダーとして復帰。
- カワスポ（競馬担当プレゼンター）※番組のテーマに応じて出演する予定だったが、実際の出演は2回にとどまった。
- ENT（ナレーター）
- ミント! 木・金曜→月・木・金曜ニュースリーダー（2019年4月 - 2021年3月）
  - 「Newsミント!」（2019年3月で終了した『VOICE』の系譜を継ぐ関西ローカルニュースパート）や、同パート以外の本編で放送される報道系の企画でナレーションを担当。「Newsミント!」が『ミント!』の本編へ組み込まれていた時期には、担当以外の曜日の「Newsミント!」にサブキャスターとして出演することもあった。
  - 「Newsミント!」については、『ミント!』本編の終了（2021年3月5日）後も単独番組として3週間限定で放送を継続したため、同月26日の最終回までニュースリーダーを担当。
- コトノハ図鑑（不定期）
  - 所属する毎日放送アナウンサー室の企画番組で、調査ロケやトークパートへ参加する機会が多かった。
  - 2020年4月から2021年3月まで後継企画として放送されていた「へぇ～のコトノハ」については、『ちちんぷいぷい』（『ミント!』の前枠番組）の月・水曜日→水曜日へ組み込まれていた関係で、出演の機会がなかった。

### ラジオ
- 西靖&桜井一枝のわくわく土曜リクエスト（特別番組などで不定期出演）
- サンデー競馬中継 みんなの競馬→GOGO競馬サンデー!（当初はリポーター専任、2008年9月28日～2022年5月8日は実況も担当）
  - 取材ではiPadなどのデジタル情報機器を駆使していた。
- ラジオ関西 パーフェクト競馬!→GOGO競馬サタデー!
- 競馬モーニング!
- ありがとう浜村淳です土曜日です
  - 競馬中継を担当していた時期に、他の担当アナウンサーと交互に、「競馬大作戦」[注 2]で架空のレース実況を披露。実家の蕎麦屋の屋号にちなんで、パーソナリティの浜村淳から、「一等庵（いっとうあん）」と呼ばれることもあった。
- ネットワーク1・17（2008年4月～2012年9月にパーソナリティ、2013年4月～2016年3月にニュースキャスターとして出演）
- RadioNews たねまきジャーナル（木曜リポーター、2009年10月8日～2012年9月27日）
- 夜はラジオと決めてます～大人な音楽館～（ニュースキャスター、2012年10月1日～2013年3月25日）
- 上泉雄一のええなぁ!金曜日（2015年4月～2016年3月） 
  - 当時16時前後に放送されていた「知ってええなぁ!ちなみNEWS」で、後輩アナウンサー（当時）の福本晋悟と交互に進行を担当。
- あどりぶラヂオ（2020年3月20日未明放送分でパーソナリティを担当）
- ナジャ・グランディーバのレツゴーフライデー（2022年3月4日）
  - 2017年度より放送されているナイターオフ番組（2020年度までは「MBSヨル隊」レーベル）で、「ナジャじゃジャーナル」コーナーに出演。上記のように『VOICE』→「Newsミント!」で金曜日のニュースリーダーを務めていたことから、前身番組であるスマラジw「ナジャとアナの虹色レインボー」（2016年度のナイターオフ番組）および、2017年度以降のナイターシーズンで主に土曜日の夜に放送される特別版には、2020年度まで出演がなかった。
  - 「Newsミント!」終了後の2022年2月18日（金曜日）に、スマートフォンのradikoアプリを通じて番組を聴きながら「ナジャじゃジャーナル」（同日は当時アナウンスセンター長だった馬野雅行が担当）の感想を自身のtwitterアカウントでつぶやいたところ、そのつぶやきを番組レギュラーの岩見真利（チキチキジョニー）が放送中に紹介したことがきっかけで初出演。初出演の時点では婚姻歴がなく、マッチングアプリを通じて知り合った女性と交際していることを明かした。
- かめばかむほど亀井希生です!（2022年8月13日）
  - 詳細は前述。放送中に公表した結婚の相手は、『レツゴーフライデー』への初出演の際に交際を明かした女性である。
- 地方創生プログラム ONE-J（2022年10月23日）[5]

## 関連人物
- 鈴木健太
- 吉竹史
- 馬野雅行
- 西村麻子
- 美藤啓文
- 来栖正之
- 仙田和吉
- 大八木友之